# فایومایلتاون
فایومایلتاون (به انگلیسی: Fivemiletown) یک روستا در بریتانیا است. فایومایلتاون ۱٬۳۵۶ نفر جمعیت دارد.